# Roszal (miasto)
Roszal (ros. Рошаль) – miasto w Rosji, w obwodzie moskiewskim, 156 km na wschód od Moskwy. W 2020 liczyło 20 022 mieszkańców.
Miejscowość powstała przy nowo powstających zakładach prochowych w 1914 r., pod nazwą Kriestow Brod. Obecną nazwę, na cześć rewolucjonisty Siemiona Roszala, nadano jej w 1917 r.